# Break Blade
Break Blade (яп. ブレイク ブレイド, також англ. Broken Blade, укр. Зламаний меч) — манґа автора й ілюстратора Юносуке Йошінаґи. Flex Comix опублікував перший танкобон манґи 10 квітня 2007. Три томи манґи ліцензовані у Північній Америці видавництвом CMX. Манґа ліцензована у Тайвані Tong Li Publishing. Sentai Filmworks ліцензувала фільми і випустила їх на DVD і Blu-Ray у 2012.
Манґа адаптована у шість 50-хвилинних анімаційних фільмів. Прем'єра аніме-адаптації у форматі короткометражного фільму в кінотеатрах Японії відбулася 29 квітня 2010 року. Фільми засновані на сюжеті перших шести танкобонів манґи. Аніме транслювалося онлайн паралельно на сайті Crunchyroll.
Пізніше Break Blade адаптована у 12-серійне аніме студіями Production I.G і XEBEC, включаючи сцени, що ніколи не з'являлися в оригінальних фільмах. Аніме-серіал транслювався з квітня по червень 2014 р. на Tokyo MX і BS11.

## Сюжет
Події манґи розгортаються в альтернативному світі, в якому основним джерелом енергії є так звана «магія», що є в даному випадку якоюсь формою психокінезу — здатністю людини зусиллям волі впливати на мінерал кварц, в тому числі переміщати його. Використовуючи кварц як рушій, виготовляючи на його основі гнучкі зв'язки, згинаються і скорочуються подібно м'язам, люди створили досить витончені механізми аналогічні автомобілям, мотоциклам та іншій техніці в нашому світі. Оскільки їм невідомий порох і його замінники, уся їхня зброя металевої дії є пневматичною, що приводиться в дію повітряним поршнем за допомогою сили кварцу, а основна наступальна сила — Големи, гігантські крокуючі роботи, керовані найсильнішими магами і озброєні як холодною зброєю (мечами, списами) так і пневматичними пістолетами величезного калібру.
Головний герой «Break Blade», юнак на ім'я Райгарт Арров — «нездатним» або «не-магом» — він один з небагатьох у цьому світі, хто народився без здатності впливати на кварц і тому не може використовувати навіть найпростіші механізми. Незважаючи на це він зміг провчитися кілька років у військовій академії, де познайомився з тими, хто пізніше стали його найкращими друзями — Хозулом і Сіґюн, майбутніми королем і королевою держави Крішна і Зессом, молодшим братом військового міністра Республіки Атенс.

## Персонажі

### Королівство Крішна
Райгарт Арров (яп. ライガット・アロー, Райґатто Аро)
Озвучує — Сойчіро Хоші: Райгарт народився «нездатним» або «не-магом», через що, на відміну від більшості людей не може використовувати «магічні» кварцові машини. Перш ніж вирушити до столиці на запрошення Хозула, він працював на фермі разом зі своїм молодшим братом, таким же «нездатним» як і Райгарт. Їхній батько розпродав усі кварцові сільськогосподарські машини та інструменти, і разом з синами обробляв землю вручну, для того щоб вони стали сильнішими і не відчували себе неповноцінними. У спробі розбудити в старшого сина здібностей до магії, батько вліз в борги для того, щоб відправити сина вчитися у військову академію нейтральної держави Ассам. Там Райгарт познайомився з Зессом, Сіґюн та Хозулом, які стали його найкращими друзями. Разом ця четвірка прославилася як «чотири проблемних підлітка військової академії Ассам» а сам Райгарт як «Король вигадок». Райгарт ненавидить насильство і вірить, що будь-який конфлікт можна вирішити шляхом переговорів (в академії він був відомий також тим, що міг примирити навіть найзаклятіших ворогів).
Сіґюн Ерстер (яп. シギュン・エルステル, Шіґюн Ерусутеру)
Озвучує — Чіва Сайто: Сіґюн — дружина короля Кріши, Хозула і давня подруга Райгарта. Разом з ним навчалася у військовій академії Ассам, де була відома як «Божевільний вчений», що закривається у шкільній лабораторії і працювала там по три доби без їжі і пиття. Ставши дружиною Короля, вона продовжує займатися наукою, досліджуючи і розвиваючи магічні машини, в тому числі і бойових големів. Піклується про своїх друзів, хоча й досить своєрідно — зустрівши Райгарта після довгої розлуки, вона насамперед наставляє на нього пістолет і вимагає пояснити, чому той не з'явився на її весілля з Хозулом, хоча і був запрошений. Хоча Сіґюн є королевою Кріши, більшу частину свого часу вона проводить у майстернях, де разом з королівськими інженерами працює над «магічними» механізмами. Її шлюб з Хозулом є фіктивним — вони ночують у різних кімнатах, очевидно, що їх союз був укладений за домовленістю. В ході розвитку сюжету з'ясовується, що ще у військовій академії Сіґюн закохалася в Райгарта, але той удав, що не зрозумів її натяків, вважаючи, що Сіґюн заслуговує більшого, ніж життя дружини фермера, до того ж — «нездатного». Навіть вийшовши заміж за Хозула, вона продовжує зберігати почуття до Райгарта.
Хозул (Крішна IX) (яп. ホズル (クリシュナ9世, Хозуру)
Озвучує — Юйчі Накамура: Хозул — 25-ти річний юнак, дев'ятий король Кріши і чоловік Сіґюн Ерстер. Він подружився з Райгартом у військовій Академії Ассам, після того як вони обидва втекли з класу, щоб врятувати пташеня плямистої сови. В академії був відомий як «Коронований принц», студент, який лічив ворон на уроках і провалився по всіх предметах. Хозул ніколи не хотів ставати королем, але намагається бути хорошим керівником і дбає про потреби свого народу.
Нарві Страйз (яп. ナルヴィ・ストライズ, Наруві Суторайдзу)
Озвучує — Маріна Іное
24-річна жінка, пілот першого класу важких големів. Раніше служила у підроздіні Тула, поки не отримала свій власний загін. Як лідер загону, вона має тенденцію бути зухвалою та імпульсивною, завжди першою йде у бій. Її дії є результатом її бажань, щоб довести свою цінність як польового командира довести, що вона зможе служити в оточенні генерального Тула. Після того, як генерала Тула вбивають у бою вона надзвичайно засмучується і стає спустошеною. Після битви біля Бінонтену, Нарві стає одним з фронтових командирів Генерала Бальдра. Також вона отримує прототип нової моделі голема з більшою швидкістю і маневреністю.
Найр Страйз (яп. ナイル・ストライズ, Найру Суторайдзу)
Озвучує — Мінору Шірайші: Пілот першого класу важких големів, старший брат Нарві Страйз.
Лоґґін (яп. ロギン・ジー・ガルフ・エンサンス, Роґін Джі Ґаруфу Енсансу)
Озвучує — Томоя Кавай
29-річний чоловік Пілот першого класу важких големів лицар з Кріши, його основне завдання — ведення снайперського вогню з мехи. Закоханий у Нарві.
Генерал Бальрд (яп. バルド, барудо)
Озвучує — Масаші Суґавара: Незворушний військовий та блискучий стратег. Він один із найцінніших командирів армії Кріши, наставником Райгарта і його безпосереднім керівником. Має сина на ім'я Джірґ, але відрікся від нього, після того як той під час навчань вбив свого товариша і поранив ще вісьмох курсантів без будь-який на те причин. Генерал Бальрд під час цього інциденту був далеко в прикордонних територіях, тому так і не зміг домогтися правди про причини і обставини події. Постійно носить маленькі сонцезахисні окуляри.
Генерал Тул (яп. トゥル, Туру)
Озвучує — Кенічі Оґата: Невисокий і товстий чоловік, він належить до того типу людей, що переоцінюють свої сили, і ставлять себе вище за інших. Він одразу кидається в бій, не думаючи про стратегію та людей, які йдуть за ним. Незважаючи на ці недоліки, він досить популярний серед народу Кріши, тому що жертвує багато грошей на дитячі притулки і сам піклується про сиріт (одними з цих дітей були Найр і Нарві Страйз). Загине в кінці четвертого тому манґи, через свою необережність завівши своїх людей в пастку армії Республіки Атенс.
Капітан Сакура (яп. サクラ, Сакура)
Озвучує — Нанахо Кацураґі: Військовий інструктор армії Кріши у званні капітана гвардії (як і генерали Бальрд та Тул підпорядковується безпосередньо королю). Є фахівцем з ближнього бою големів.
Джірґ (яп. ジルグ, Джіруґу)
Озвучує — Нанахо Кацураґі: Син генерала Бальрда, дуже обдарований маг і пілот Голема. Довгий час знаходився у в'язниці за вбивство свого товариша під час воєнних навчань, але з початком війни, коли Крішні знадобилися досвідчені пілоти був звільнений і зарахований у загін Нарві Страйз. Є фахівцем з бою големів на мечах. Явно психічно нестабільний, причиною тому тиск з боку знаменитого батька та завищені вимоги до себе. Крім того, на його психіку вплинув інцидент з минулого — під час втечі з в'язниці, батько прострелив йому ногу, коли один з ув'язнених взяв Джірґа в заручники. Нарві Страйз отримала недвозначний наказ — якщо Джірґ спробує напасти на своїх — вбити його.
Регатц (яп. レガッツ・アロー, Реґатцу Аро)
Озвучує — Масумі Асано: Молодший брат Райгарта. Як і його старший брат не може використовувати магію.

### Співдружність Атенс
Зесс (яп. ゼス, Дзесу)
Озвучує — Хіроші Камія: Офіцер армії Співдружності Атенс, близький друг Райгарта, Хозула і Сіґюн по військовій академії Ассам, де його називали «Непохитний Зесс». Найкращий пілот-кадет в історії Академії. Коли Зесс дізнається про початок війни з Крішною, він, знаючи, що Крішні не встояти перед армією Співдружності Атенс, з невеликим загоном големів, пілотованих найкращими магами нападає на столицю Кріши, щоб примусити Хозула до швидкої капітуляції і тим самим врятувати життя своїх друзів. Він не знав, що однією з умов капітуляції, які поставили перед Крішною лідери Співдружності Атенс, є страта всіх представників правлячої династії (включаючи, короля Хозула і королеву Сіґюн). Він шкодує про провал своєї місії, яка коштувала життя двом його підлеглим і полону Клео, а також про те, що чекає Крішну після вторгнення основних сил Співдружності Атенс.
Клео Сабраф (яп. クレオ・サーブラフ, Курео Сабурафу)
Озвучує — Кана Ханадзава: Одна з підлеглих Зесса, дванадцятирічна дівчина, пілот Голема. Походить з родини природжених військових. Володіє величезними здібностями до магії, які поки що лише розвиваються. Закінчила військову академію за два роки (хоча зазвичай це займає 6 років). Думаючи, що Райгарт убив її найкращу подругу, Лі, вступила з ним в бій і ледь не перемогла, але була взята в полон, де з нею, як з дитиною, поводилися дуже поблажливо. Перебуваючи в Крішні, подружилася з Сіґюн і навіть жила з нею в одній кімнаті. Пізніше, вона була обміняна на Райгарта та його команду. Її сім'я служила Атенській армії протягом трьох поколінь. Її бабуся відставний пілот Голема, яка зараз викладає у Атенській військовій академії, а її мати, високопоставлений військовий офіцер.
Ерект (яп. エレクト, Ерекуто)
Озвучує — Хідеюкі Умедзу: Атенський солдат та підлеглий Зесса. У команді Зесса він 2-й за званням.
Лі (яп. リィ, Ріі)
Озвучує — Юко Кайда: Підлегла Зесса, пілот Голема. Найкраща подруга Клео, з якою вони разом вчилися у військовій академії. Вважає Крішну «тиранією», ненавидить усіх її жителів безжально добиває своїх противників, навіть коли в цьому немає необхідності. Будучи переможеною Райгартом, вважала за найкраще накласти на себе руки ніж потрапити в полон до «Крішніанских варварів».
Арахт (яп. アルガス, Аруґасу)
Озвучує — Кенічі Оґата: Атенський солдат та підлеглий Зесса. Він перший, кого вбив Тюфінґ.
Локвіс (яп. ロキス, Рокісу)
Озвучує — Такая Хаші: Старший брат Зесса, військовий міністр Співдружності Атенс та основний «натхненник» війни з Крішною. Офіційно він стверджує, що причиною війни стали дії Кріши, яка вступила в змову з Імперією Орландо, давнім ворогом Атенс. Насправді ж, привід — заволодіти кварцовими родовищами Кріши, запаси якого в Атенс виснажуються. Після смерті Генерала Боркуса з'ясовується, що Локвіс страждає від невиліковної хвороби і прикутий до ліжка. За його наказом, Зесса призначають лідером другої групи вторгнення до Крішни. Також він просить Зесса захисти і подбати про свого маленького сина.
Генерал Боркус (яп. ボルキュス, Борукюсу)
Озвучує — Кадзуя Накай: Один з найвідоміших Атенських генералів. Для своїх підлеглих він був, як люблячий батько і хороший друг, але насправді, він холодний і розважливий чоловік, який, не вагаючись, вб'є будь-кого для досягнення своїх цілей. Боркус був посаджений під домашній арешт за вчинення військових злочинів під час вторгнення в Ассам, де він вбивав невинних жителів та використовував їхні тіла, як спосіб залякати та приманити ворога. Уряд Атену милує Боркуса і робить його лідером групи вторгнення до Крішни, вважаючи, що його тактика, це найшвидший спосіб перемогти Крішну. Він висококваліфікований пілот Голема до ого ж його супроводжують п'ять спеціальних підібраних пілотів, які служать у його елітной гвардії. Коли Боркус спробував спровокувати сили Крішни, він зіткнувся з Райгартом у поєдинку. Райгарту вдалося нанести значну шкоду голему Боркуса. Він визнає, що Тюрфінґ це меха древніх. Боркус обіцяє убити Райгарта, а його Голема забрати в Атенс для дослідження, але він примудряється врятуватися, завдаючи удару по гордості Боркуса.
Полковник Іо (яп. イオ, Іо)
Озвучує — Такума Терашіма: Права рука Боркуса. Відносно молодий для польового командира, Іо дуже поважав Боркуса як воїна та як стратега. Хоча через свій високий зріст та шрам на обличчі він і здавався старшим, Іо — добра людина, що ставиться до громадян і дітей з повагою. Іо засуджує варварські методи Боркуса та його товаришів, що вони здійснюють щодо цивільних осіб і комбатантів противника. У нього є почуття до доньки Боркуса. Після того, як Боркус був убитий, Іо повертається в Атенс та йде у відставку.
Бадес (яп. バデス, Бадесу)
Озвучує — Кацухіса Хокі: Один з елітних охоронців Боркуса. Лисий, середнього віку чоловік, стратег. Після того як він і люди Боркуса потрапили у засідку, яку приготував Джірґ. Що призвело до смерті кількох пілотів Атенсу у тому числі і його товариша Іріс. Він знову повертається до «Спартанців». «Спартанці» це — елітна група пілотів Атенсу з модифікованими големами. Його ім'я походить від грецького Бга Аїда. Бадесовий голем золотистого кольору, його основна зброя важкі гармати, списи і потужні плечові гармати.
Іріс (яп. アイレス, Айресу)
Озвучує — Кадзуйоші Хаяші: Один з елітних охоронців Боркуса. Він найстарший серед найближчого оточення Боркуса. Його голем білого кольору, його основна зброя — важка дворучна бойова сокира.
Ніка (яп. ニケ, Ніке)
Озвучує — Рьоко Шірайші: Один з елітних охоронців Боркуса і одна з двох жінок, з його найближчого оточення, окрім Літо. Незважаючи на те, що вона схожа на дитину, Ніці справді 25 років. Хоча на вигляд вона може вправити враження милої, невинної дівчини, насправді вона жорстокий убивця, який не буде коливатися, щоб убити кожного, хто злить її, неважливо союзник це чи ворог. Іо єдиний, хто може заспокоїти Ніку, він ставиться до неї як до молодшої сестри. Голем Ніки є важким меха-гладіатором, основною зброєю є пара гострих лез, які в парі з підвищеною міцністю руки голема дозволяють душити та розрізати ворога на дві частини.
Лето (яп. レト, Рето)
Озвучує — Ері Кітамура: Один з елітних охоронців Боркуса і одна з двох жінок, з його найближчого оточення, окрім Ніки. Вона служить снайпером. Також їй подобається Іо. Тому вона глибоко засмучена, коли дізнається, що Іо подав у відставку зі збройних сил. Вона зупиняє його і лає за «зраду».
Леда (яп. レダ, Реда)
Озвучує — Нодзомі Сасакі: Донька Генерала Боркуса. Леда закохана в Іо і ревнує, «до кожного стовпа».